# 蘇我石川
蘇我石川（日语：／ Soga no Ishigawa，？—？）是日本古代記紀記載的人物，《日本書紀》稱其為石川宿禰，《古事記》稱為蘇賀石河宿禰，其他文獻則稱為宗我石川，宿禰為尊稱。父親是武内宿禰，傳說中蘇我氏的家祖。

## 系譜
在《日本書紀》的系譜中並未有記載石川的名稱，而在《古事記》孝元天皇段則記載為建内宿禰（武内宿禰）的7男2女中的三子。
天平寶字6年（762年）的石川年足墓誌則寫有「武内宿禰之子宗我石川宿禰命」。

## 紀錄
按《日本書紀》應神天皇3年（272年）是歲條記載，由於百濟的辰斯王對天皇行為無禮，應神天皇便派遣石川宿禰和其兄弟羽田矢代宿禰、紀角宿禰和平群木菟宿禰前往朝鮮半島斥責辰斯王，對此百濟方面殺害辰斯王，並且道歉，石川宿禰等人在擁立阿莘王後返回日本。
《日本三代實錄》元慶元年（877年）12月27日條，石川朝臣木村上奏稱宗我石川是在河内國石川（現大阪府富田林市東半以及南河内郡一帶）的別業出生，因而得名，加上獲賜予位於宗我（現奈良縣橿原市曾我町）的大宅，因此才獲賜姓為「宗我宿禰」。然而，由於《古事記》列舉的7個石川的後代氏族中，除了高向臣以外，其他本貫均推測位於大和國內，因此有些意見認為並非河內國石川，而是大和國高市郡石川（現奈良縣橿原市石川町）。
《古事記》則沒有記載其相關事蹟。

## 後裔
《古事記》記載石川後裔為蘇我臣、川邊臣、田中臣、高向臣、小治田臣、櫻井臣和岸田臣等氏族。
按《新撰姓氏錄》記載，石川有以下後裔。
- 左京皇別（日语：皇別） 櫻井朝臣 - 石川朝臣同祖。蘇我石川宿禰四世孫稻目宿禰大臣之後。
- 左京皇別 箭口朝臣 - 宗我石川宿禰四世孫稻目宿禰之後。

### 引用
1. 1 2 3 4  蘇我石川（国史）.
2. 1 2 3  宗我石川宿禰（古代氏族） & 2010年.